# Pharaphodius pseudodesertus
Pharaphodius pseudodesertus är en skalbaggsart som beskrevs av Bordat 1996. Pharaphodius pseudodesertus ingår i släktet Pharaphodius och familjen Aphodiidae. Inga underarter finns listade i Catalogue of Life.